# Park Narodowy Torotoro
Park Narodowy Torotoro (hiszp. Parque nacional Torotoro) – park narodowy w Boliwii położony w departamencie Potosí, w prowincji Charcas (gmina Torotoro). Został utworzony 26 lipca 1989 roku i zajmuje obszar 165,7 km².

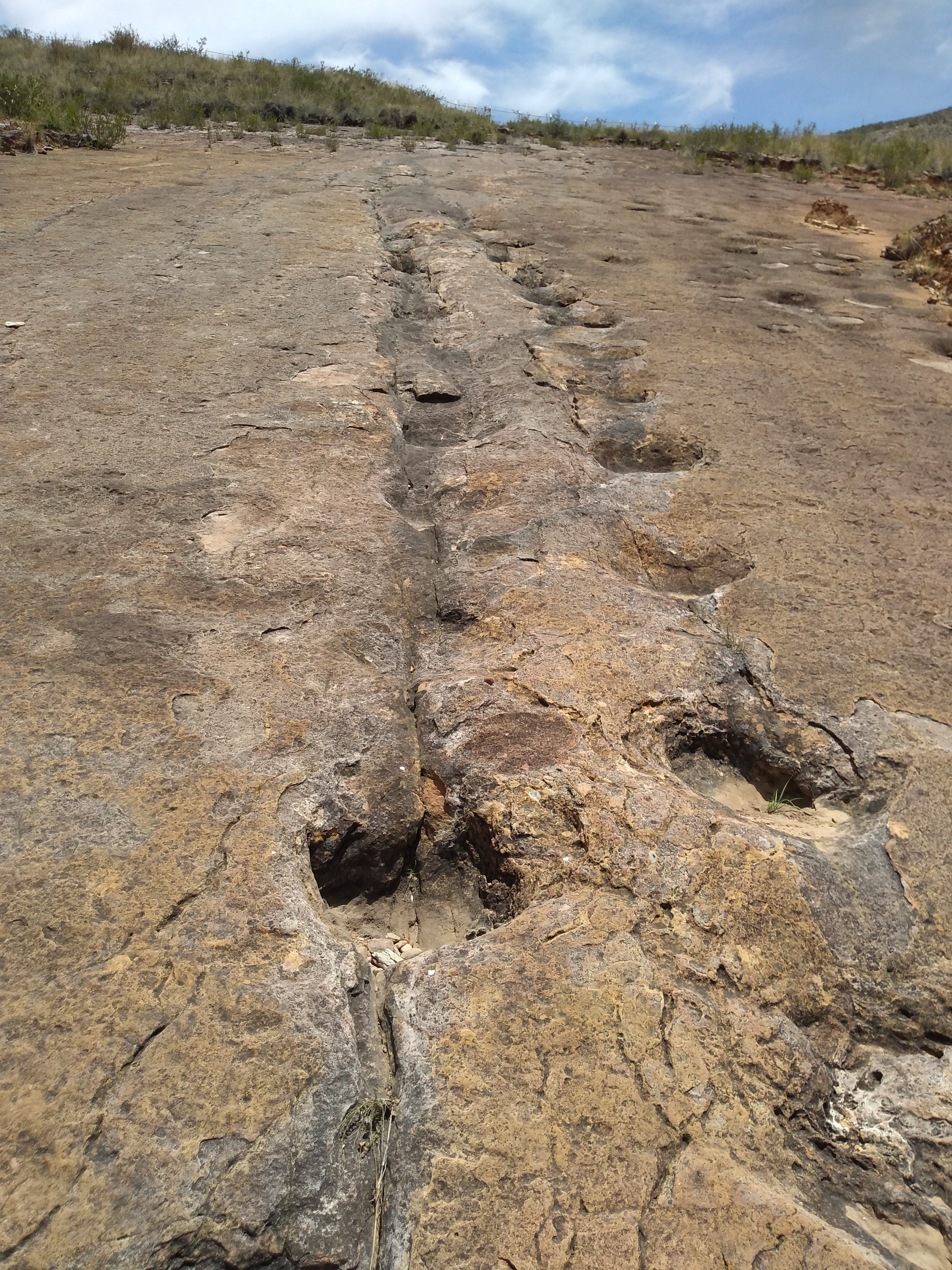
Ślady dinozaurów

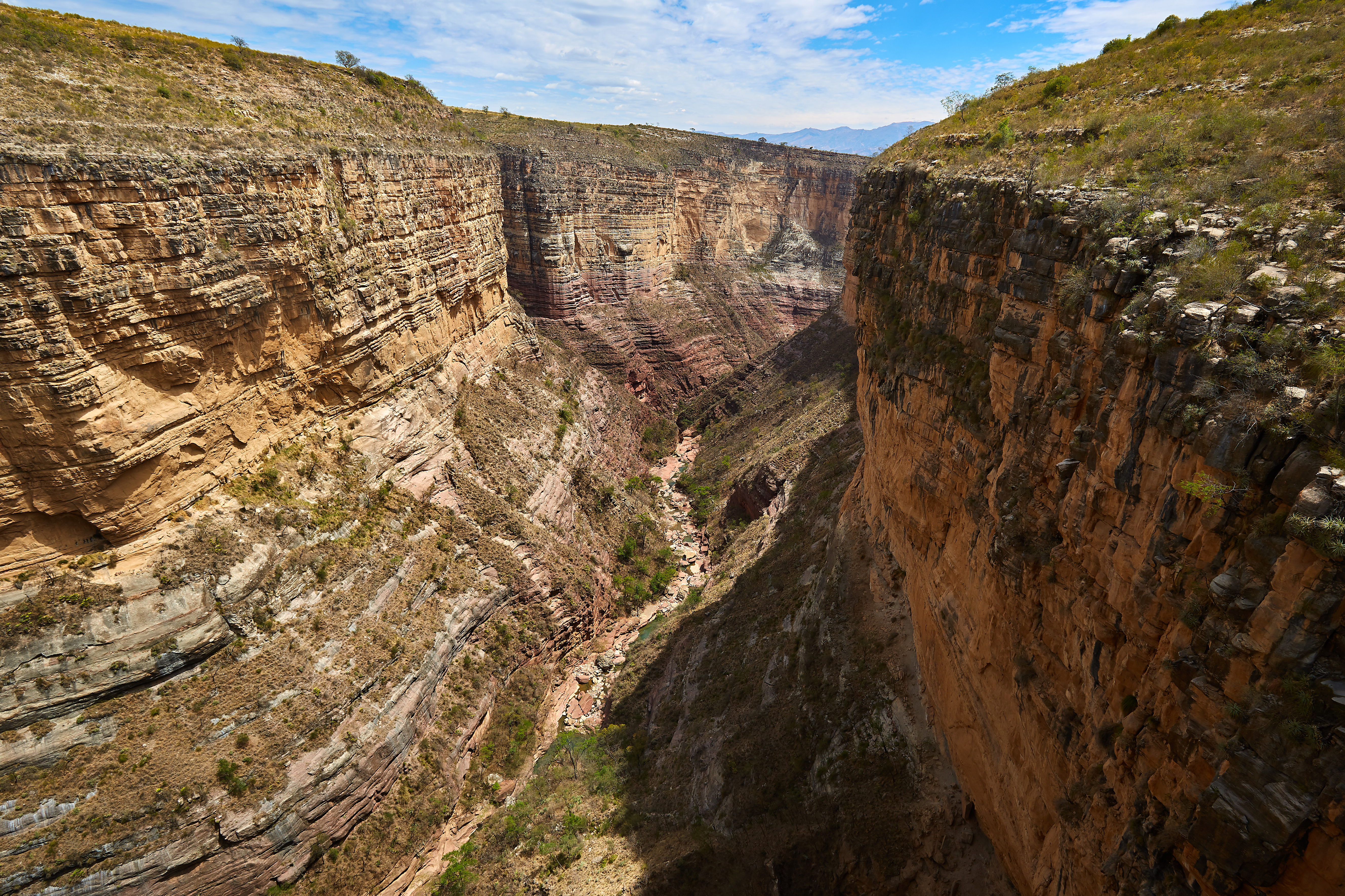
Kanion rzeki Torotoro

## Opis
Park znajduje się na wschodnich zboczach Andów, na wysokości od 1600 do 3600 m n.p.m., i charakteryzuje się głębokimi kanionami, wodospadami i jaskiniami. Jest tu najgłębsza jaskinia w Boliwii – Umajalanta o długości 4600 m i głębokości 164 m. W parku znajdują się stanowiska paleontologiczne i archeologiczne ze śladami dinozaurów, licznymi skamielinami oraz malowidłami naskalnymi.
Ze względu na duże różnice wysokości występuje tu kilka formacji roślinnych.

## Flora
W parku występuje 359 gatunków roślin naczyniowych i nienaczyniowych. W dolinach rośnie głównie aspidosperma biała, Podocarpus parlatorei, Cardenasiodendron brachypterum oraz narażone na wyginięcie (VU) Schinopsis haenkeana i Loxopterygium grisebachii. W wyższych partiach gór rosną przeważnie rośliny z rodzaju Polylepis.

## Fauna
W parku żyje 65 gatunków ssaków. Są to m.in.: zagrożony wyginięciem (EN) ocelot andyjski, narażone na wyginięcie (VU) huemal peruwiański i pekari białobrody, a także puma płowa, tłustogonek płowobrzuchy, grizon mniejszy, skunksowiec andyjski oraz gryzonie ryżaczek andyjski, Okodon boliviensis, pyszczkowiak leśny, Phyllotys wolffsoni i andomysz punańska.
Występuje 119 gatunków ptaków, w tym m.in.: krytycznie zagrożona wyginięciem (CR) ara różowooka, narażony na wyginięcie (VU) kondor wielki, a także mnicha górska, mnicha nizinna, starzykowiec brązowoskrzydły, bromeliowczyk jasnobrewy, koszykarz boliwijski, cierniogonek brązowy. 
W parku żyje 36 gatunków płazów i gadów, w tym krytycznie zagrożona wyginięciem (VU) Telmatobius simonsi. Najliczniej reprezentowane są węże z rodziny Połozowate (13 gatunków). 